# Horst Käsler
Horst Käsler (* 18. April 1926 in Berlin; † 17. Dezember 1987 ebenda) war ein deutscher Handballspieler und -trainer sowie Professor für Sportdidaktik.

## Leben

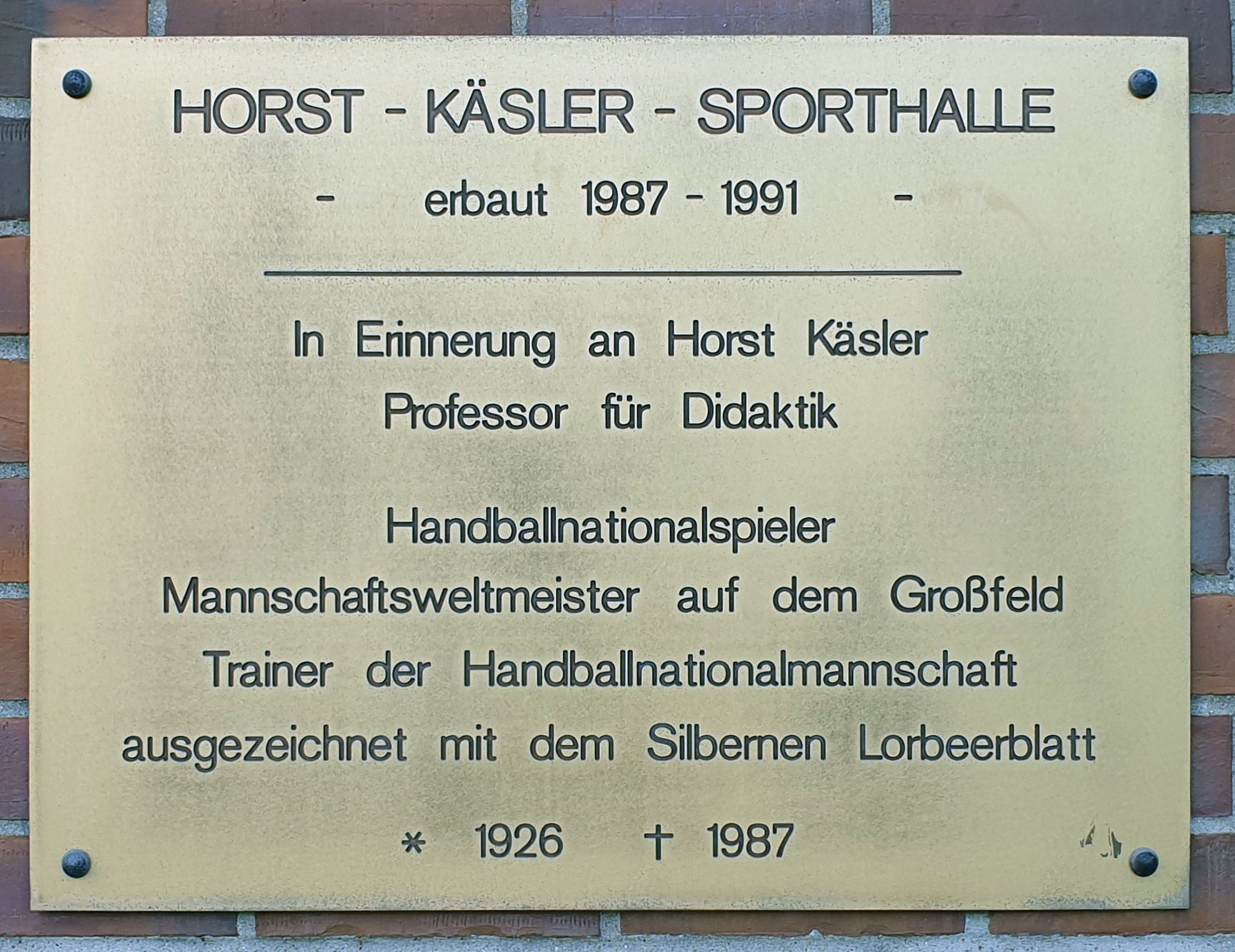
Gedenktafel, Fritz-Wildung-Straße 9, in Berlin-Schmargendorf

Seine größten Erfolge als Spieler hatte Käsler in den 1950er Jahren. 1955 wurde er mit der deutschen Handballnationalmannschaft bei der Feldhandball-Weltmeisterschaft (WM) Weltmeister. Er stand im Aufgebot der gemeinsamen Auswahl des Deutschen Handballbundes (DHB) der BRD und des Deutschen Handballverbandes (DHV) der DDR bei der Hallenhandball-WM 1954 (2. Platz) und der Hallenhandball-WM 1958 (3. Platz).
Als Spielertrainer des Berliner SV 1892 gewann Käsler die Deutsche Meisterschaft 1956 im Hallenhandball.
Nach Beendigung seiner aktiven Sportlerkarriere lehrte er an der Pädagogischen Hochschule Berlin Sportdidaktik und leitete das „Seminar für Leibeserziehung“, das er zu den führenden Einrichtungen an Pädagogischen Hochschulen in Deutschland entwickelte, an dem zeitweise zehn Professoren/-innen lehrten und forschten. Zu diesen gehörten u. a. Rolf Andresen, Winfried Joch, Kurt Kohl, Kurt Maidorn und Gertrud Pfister, zu seinen Assistenten u. a. Arnd Krüger. In dieser Zeit entstanden diverse Veröffentlichungen zu Technik-, Taktik- und Konditionsschulung im Handball. Er war Gründungsmitglied der Deutschen Vereinigung für Sportwissenschaft.
Dem Hochleistungssport blieb Käsler aber weiterhin erhalten. Am 1. Oktober 1972 trat er die Nachfolge von Werner Vick als Trainer der deutschen Handballnationalmannschaft an. Das Amt hatte er bis zum 30. Juni 1974 inne; er trainierte die Mannschaft bei der WM 1974 (9. Platz).
In Erinnerung an seine Leistungen wurde in Berlin-Schmargendorf eine Sporthalle nach ihm benannt. Zu Lebzeiten war er bereits mit dem Silbernen Lorbeerblatt geehrt worden.
Horst Käsler verstarb am 17. Dezember 1987 in Berlin, nachdem er eine Woche zuvor während eines Tennisspiels mit dem früheren Fußball-Bundesligatrainer Gerhard Schulte einen Herzinfarkt erlitten hatte.